# Viktor Barna
Viktor Barna, nacido Győző Braun (Budapest, 24 de agosto de 1911-Lima, 27 de febrero de 1972) fue un jugador húngaro y posteriormente británico de tenis de mesa. Obtuvo en total cuarenta medallas en los campeonatos del mundo. Está considerado como el mejor jugador de la historia de este deporte.

## Biografía
Barna nació en Budapest el 24 de agosto de 1911. Tercero de cinco hermanos de una familia judía, tuvo que cambiar su nombre Győző Braun por Viktor Barna durante una importante ola de antisemitismo en Hungría.
Estudió química y trabajó como empleado de una empresa farmacéutica en Hungría, pero la inestabilidad política en Europa Central le obligó a emigrar a Francia en 1932. Posteriormente se instaló en el Reino Unido, donde se casó con su novia de la infancia, Zsuzsanne Aranytro, el 27 de abril de 1939.
Al estallar la Segunda Guerra Mundial, la pareja estaba en Estados Unidos; Viktor rechazó una propuesta de ciudadanía estadounidense y regresó a Gran Bretaña. Se unió al ejército británico como paracaidista y luchó en la que por entonces era Yugoslavia contra los nazis. Durante la contienda participó en partidos de exhibición. Después de la guerra, se instaló con su esposa en Londres y adoptó la ciudadanía británica en 1952.
Trabajó como consultor y representante de la compañía Dunlop Sports desde 1946 y continuó viajando por el mundo para esta empresa después de retirarse como jugador. Durante uno de estos viajes murió de un ataque al corazón en un hospital de Lima el 27 de febrero de 1972.

## Carrera deportiva
Está considerado como la primera «superestrella» del tenis de mesa, y contribuyó en gran medida a la popularización de este deporte en sus inicios. Fue descrito por Ivor Montagu, presidente y fundador de la Federación Internacional de Tenis de Mesa entre 1926 y 1967, como «el mejor jugador de tenis de mesa que haya vivido». Barna obtuvo en total cuarenta medallas en los campeonatos del mundo, de las cuales veintidós fueron de oro y cinco de ellas de campeón del mundo individual.
De joven, Barna mostró un gran dominio como jugador de fútbol, pero de mano de su amigo de la infancia (y que posteriormente también sería un gran jugador, con siete títulos mundiales) Laszlo Bellak, pronto se decidió por el tenis de mesa. Su primer torneo lo disputó en 1925, donde quedó tercero en junior individual; a pesar de que posteriormente llegó a conseguir más de 2000 trofeos, siempre manifestó un gran recuerdo de este primer campeonato. En 1927 fue campeón nacional junior de Hungría, superando en la final a Miklós Szabados. Entre 1929-1938 fue miembro de la selección nacional húngara, con la que ganó siete campeonatos del mundo por equipos. Conquistó el primero de sus cinco campeonatos del mundo individuales en 1930, derrotando en la final a su amigo Laszlo 'Laci' Bellak, y entre 1932 y 1935 consiguió cuatro títulos consecutivos. Su mejor actuación tuvo lugar en 1935 durante los campeonatos del mundo de tenis de mesa celebrados en Wembley, donde se hizo con el título individual masculino, dobles masculino y dobles mixtos, además de coronarse campeón del mundo por equipos. Todos los títulos, excepto el último, que ganó en dobles masculino fueron junto a Miklós Szabados, y la mayoría de sus títulos en dobles mixto fueron junto con Anna Sipos. Dos meses después de su gran triunfo en el mundial de Wembley, su carrera deportiva dio un vuelco a raíz de un accidente de automóvil en Nantes, en el que Barna sufre la rotura de su brazo derecho (era un jugador diestro). A consecuencia de este accidente le realizaron varias operaciones y le colocan una placa de platino y cuatro tornillos; posteriormente manifestaría que tras el accidente «se perdió una parte de mi juego que nunca volví a recuperar».
Tras una controvertida decisión de la English Table Tennis Association fue naturalizado británico en 1947 y, aunque tras el accidente su rendimiento deportivo bajó considerablemente, ya como miembro el equipo inglés ganó veinte títulos en el Abierto Británico: cinco individuales, siete dobles masculino y ocho dobles mixtos. También ganó los abiertos de Estados Unidos, Francia, Hungría, Alemania y Austria.

## Reconocimientos
Ingresó en el International Jewish Sports Hall of Fame en 1981, y fue incluido en el Salón de la Fama del Tenis de Mesa de la ITTF en 1993.